# Washington Redskins 1974
La stagione 1974 dei Washington Redskins è stata la 43ª della franchigia nella National Football League e la 38ª a Washington. Sotto la direzione del capo-allenatore George Allen la squadra ebbe un record di 10-4, classificandosi seconda nella NFC East e centrando l'accesso ai playoff per il quarto anno consecutivo. Nel primo turno i Redskins furono eliminati dai Los Angeles Rams. Fu l'unica stagione di Deacon Jones a Washington e la sua ultima da professionista.

## Roster
| Roster dei Washington Redskins nel 1974 |
| --- |
| Quarterback - 9 Sonny Jurgensen - 17 Billy Kilmer Running Back - 43 Larry Brown - 44 Moses Denson - 25 Mike Hull - 28 Herb Mul-Key - 47 Duane Thomas Wide Receiver - 46 Frank Grant - 80 Roy Jefferson - 24 Bill Malinchak - 42 Charley Taylor Tight End - 87 Jerry Smith Offensive Linemen - 56 Len Hauss C - 73 Paul Laaveg G - 62 Ray Schoenke T - 74 George Starke T - 78 Walt Sweeney G - 60 John Wilbur G Defensive Linemen - 86 Verlon Biggs DE - 77 Bill Brundige DT - 61 Dennis Johnson DE - 75 Deacon Jones DE - 79 Ron McDole DE - 64 Manny Sistrunk DT - 72 Diron Talbert DT Linebacker - 55 Chris Hanburger - 53 Harold McLinton - 52 John Pergine - 89 Dave Robinson - 67 Rusty Tillman Defensive Back - 41 Mike Bass CB - 45 Speedy Duncan CB - 37 Pat Fischer CB - 27 Ken Houston SS - 23 Brig Owens SS Special Team - 4 Mike Bragg P - 3 Mark Moseley K |
| Legenda - I rookie sono in corsivo. - Il primo ruolo è il principale mentre gli eventuali successivi indicano i ruoli secondari. - (IR) sta per Injured Reserve ed indica la lista ristretta per un solo giocatore infortunato che può tornare ad allenarsi dopo la settimana 6 e a rientrare in prima squadra dopo che questa ha giocato 8 partite. - (NF-Inj.) / (NF-Ill.) stanno rispettivamente per Non-Football Injured e Non-Football Illness ed indicano le liste dove viene inserito un giocatore che ha un infortunio o una malattia non dipendente dal football americano. - (PUP) sta per Physically Unable to Perform ed indica la lista dove viene inserito un giocatore mentre è in attesa di recuperare la condizione fisica. Nella stagione regolare dopo la sesta partita giocata dalla propria squadra, il giocatore ha tempo tre settimane per riprendere ad allenarsi, più tre settimane aggiuntive dal suo rientro agli allenamenti per rientrare in prima squadra. |

## Calendario
| Stagione regolare |              |                        |           |        |                               |          |         |
| Turno             | Data         | Avversario             | Risultato | Record | Stadio                        | Pubblico | Sintesi |
| 1                 | 15 settembre | at New York Giants     | V 13–10   | 1–0    | Yale Bowl                     | 49,849   | Recap   |
| 2                 | 22 settembre | St. Louis Cardinals    | S 10–17   | 1–1    | RFK Stadium                   | 53,888   | Recap   |
| 3                 | 30 settembre | Denver Broncos         | V 30–3    | 2–1    | RFK Stadium                   | 54,395   | Recap   |
| 4                 | 6 ottobre    | at Cincinnati Bengals  | S 17–28   | 2–2    | Riverfront Stadium            | 56,175   | Recap   |
| 5                 | 13 ottobre   | Miami Dolphins         | V 20–17   | 3–2    | RFK Stadium                   | 54,395   | Recap   |
| 6                 | 20 ottobre   | New York Giants        | V 24–3    | 4–2    | RFK Stadium                   | 53,879   | Recap   |
| 7                 | 27 ottobre   | at St. Louis Cardinals | S 20–23   | 4–3    | Busch Memorial Stadium        | 49,410   | Recap   |
| 8                 | 3 novembre   | at Green Bay Packers   | V 17–6    | 5–3    | Lambeau Field                 | 56,267   | Recap   |
| 9                 | 10 novembre  | at Philadelphia Eagles | V 27–20   | 6–3    | Veterans Stadium              | 65,947   | Recap   |
| 10                | 17 novembre  | Dallas Cowboys         | V 28–21   | 7–3    | RFK Stadium                   | 54,395   | Recap   |
| 11                | 24 novembre  | Philadelphia Eagles    | V 26–7    | 8–3    | RFK Stadium                   | 54,395   | Recap   |
| 12                | 28 novembre  | at Dallas Cowboys      | S 23–24   | 8–4    | Texas Stadium                 | 63,243   | Recap   |
| 13                | 9 dicembre   | at Los Angeles Rams    | V 23–17   | 9–4    | Los Angeles Memorial Coliseum | 87,313   | Recap   |
| 14                | 15 dicembre  | Chicago Bears          | V 42–0    | 10–4   | RFK Stadium                   | 52,085   | Recap   |

Nota: gli avversari della propria division sono in grassetto.

### Playoff
| Playoff    |             |                     |           |                               |          |         |
| Turno      | Data        | Avversario          | Risultato | Stadio                        | Pubblico | Sintesi |
| Divisional | 22 dicembre | at Los Angeles Rams | S 10–19   | Los Angeles Memorial Coliseum | 80,118   | Recap   |

## Classifiche
| NFC East            |    |    |   |      |     |      |     |     |     |
|                     | V  | S  | P | %    | DIV | CONF | PF  | PS  | STR |
| St. Louis Cardinals | 10 | 4  | 0 | .714 | 7–1 | 8–3  | 285 | 218 | V1  |
| Washington Redskins | 10 | 4  | 0 | .714 | 5–3 | 8–3  | 320 | 196 | V2  |
| Dallas Cowboys      | 8  | 6  | 0 | .571 | 4–4 | 6–5  | 297 | 235 | S1  |
| Philadelphia Eagles | 7  | 7  | 0 | .500 | 3–5 | 5–6  | 242 | 217 | V3  |
| New York Giants     | 2  | 12 | 0 | .143 | 1–7 | 1–10 | 195 | 299 | S6  |